# ارنست روکوش
ارنست روکوش (انگلیسی: Ernst Rokosch; ۲۶ فوریهٔ ۱۸۸۹ – تاریخ ورودی نامعتبر است) بازیکن فوتبال اهل آلمان بود.
وی همچنین در تیم ملی فوتبال آلمان بازی کرده‌است.